# Cornelis Vreedenburgh
Cornelis Vreedenburgh (Woerden, 25 d'agost de 1880 - Laren, 27 de juny de 1946) fou un pintor impressionista neerdlandès membre de l'anomenada escola de Laren. Fou bastant reconegut als Països Baixos, sobretot després que la reina Guillermina dels Països Baixos li comprés personalment alguns quadres.
Vreedenburg va néixer en una família interessada per l'art i el col·leccionisme; el seu pare tenia un negoci de pintura a Woerden i, a més de pintar les parets d'habitatges, també feia murals en cases privades i cafeteries, i també havia pintat quadres. Cornelis Vreedenburg no va ser l'únic artista de la família; dels vuit germans que eren (ell i quatre nois més, i tres noies), una noia, Wilhemina, va ser professora de manualitats i art i el germà més petit, Herman, va ser pintor.
El pare de Vreedenburg va introduir-lo en el món de la pintura. Durant molt de temps va treballar amb ell pintant cases, però aprofitava tots els moments que tenia lliures per dibuixar i pintar. Després va rebre classes d'un pintor que va introduir-lo en el mètode i visió de l'escola de l'Haia.
L'any 1904 i els dos anys següents va rebre una subvenció reial de 600 florins d'un programa per ajudar els artistes joves. Va entrar en contacte amb diverses associacions d'artistes neerlandeses. L'any 1907 la Casa Reial li compra un quadre per 250 florins.
Vreedenburg va casar-se amb Jacoba Maria Petronella Schotel (1884-1953), que pertanyia a una família de pintors de l'Haia i ella era també pintora. L'any 1918, ja amb un fill, s'instal·len a Laren, a Holanda del Nord, una ciutat que s'havia convertit en una colònia d'artistes i on de seguida va introduir-se en el cercle de pintors que es trobaven en el cafè Het Kroegje de l'hotel Hamdorff. Aquest cafè va quedar reflectit en una obra de Vreedenburg de 1921 (Kroegje van Hamdorff) que es conserva en el Museu Singer de Laren.
Les pintures de Vreedenburg es venien bé i la família podia mantenir-se amb la venda dels seus quadres. Va cultivar molts gèneres de pintura: flors, vistes de pobles, interiors, paisatges, marines, paisatge urbà, natura morta, escenes de platja, etc. Quan un marxant americà va establir-se temporalment a l'hotel Hamdorff per comprar pintures als artistes del poble, Vreedenburg va fer una sèrie de quadres de molins de vent, pintats amb rapidesa, de menor qualitat que les seves obres habituals. Però capaç de pintar quadres amb molins de vent de gran qualitat i el 1934 la reina Guillermina n'hi va encarregar un per a regal per al casament del Duc de Kent i la princesa marina de Grècia. El 1937 va fer una exposició individual i va tenir un gran èxit de venda. Entre els visitants de l'exposició hi havia la reina Guillermina, que va anar-hi d'incògnit i va adquirir dues obres: Vaques en el prat i El príncep Hendrikkade.
Des que va complir seixanta anys la seva salut es va anar degradant. Ja abans havia patit durant anys una febre i cap metge en va poder determinar la causa. Després va començar a tenir els primers símptomes de la malaltia de Parkinson que li va anar fent més difícil poder pintar. Fins i tot li costava escriure a mà i havia de recórrer a la màquina d'escriure. Cornelis Vreedenburg va morir a Laren el 27 de juny de 1946.